# 15150 Salsa
15150 Salsa este un asteroid din centura principală de asteroizi.

## Descriere
15150 Salsa este un asteroid din centura principală de asteroizi. A fost descoperit pe 4 martie 2000 în cadrul proiectului CSS. Asteroidul prezintă o orbită caracterizată de o semiaxă mare de 2,26 ua, o excentricitate de 0,16 și o înclinație de 3,9° în raport cu ecliptica.